# Stigmatomma bierigi
Stigmatomma bierigi is een mierensoort uit de onderfamilie van de Amblyoponinae. De wetenschappelijke naam van de soort is voor het eerst geldig gepubliceerd in 1930 door Santschi.